# Balys
Balys ist ein litauischer männlicher Vorname und Familienname, abgeleitet von bala. 

## Vorname
- Balys Dvarionas (1904–1972), Komponist und Musiker
- Balys Gajauskas (1926–2017), Dissident und Politiker, Seimas-Mitglied
- Balys Giedraitis (1890–1941), Politiker, Verteidigungsminister, Oberst
- Balys Sruoga (1896–1947), Schriftsteller
- Balys Vilimas (* 1944), Politiker, Bürgermeister von Zarasai
- Balys Vitkus (1898–1988), Agronom, Professor und Rektor

## Familienname
- Jonas Balys (1909–2011), litauischer Ethnologe, Folklorist und Professor